# Championnat de Suisse féminin de football 2019-2020
Navigation
Édition précédente Édition suivante
Le Championnat de Suisse de football féminin 2019-2020 est la 50e édition de la LNA, opposant les huit meilleurs clubs de football féminin en Suisse. Les huit équipes qui se rencontrent deux fois en match aller et retour. Le championnat a été arrête le 29 février en raison de la Covid-19,.
Le champion sortant est le FC Zurich.

## Clubs participants
- FC Zurich
- Servette FC Chênois féminin
- FC Saint-Gall-Staad
- FF Lugano 1976
- BSC Young Boys
- FC Bâle
- FC Lucerne
- Grasshopper Club Zurich

| \| FC Bâle Servette FCCF FC Lucerne FF Lugano FC Zurich Grasshopper FC St-Gall- · Staad Young Boys \| Localisation des clubs engagés dans le championnat. |
| FC Bâle Servette FCCF FC Lucerne FF Lugano FC Zurich Grasshopper FC St-Gall- · Staad Young Boys                                                           |

## Classement

### Saison régulière
La saison est stoppée le 13 mars 2020 en raison de la pandémie de Covid-19. Le 30 avril, l'Association suisse de football (ASF) prend la décision d'arrêter les championnats et de ne pas les comptabiliser. Le classement au moment de la suspension du championnat est le suivant :
| Rang | Équipe                  | Pts | J  | G  | N | P  | Bp | Bc | Diff |
| ---- | ----------------------- | --- | -- | -- | - | -- | -- | -- | ---- |
| 1    | Servette FC Chênois     | 41  | 16 | 13 | 2 | 1  | 43 | 13 | +30  |
| 2    | FC Zürich FrauenT       | 40  | 16 | 13 | 1 | 2  | 56 | 22 | +34  |
| 3    | FC Bâle                 | 27  | 16 | 8  | 3 | 5  | 41 | 29 | +12  |
| 4    | FC Luzern Frauen        | 23  | 16 | 7  | 2 | 7  | 41 | 29 | +12  |
| 5    | Young Boys              | 20  | 16 | 6  | 2 | 8  | 23 | 33 | -10  |
| 6    | Grasshopper Club Zürich | 19  | 16 | 6  | 1 | 9  | 29 | 23 | +6   |
| 7    | FC Saint-Gall-Staad P   | 11  | 16 | 3  | 2 | 11 | 19 | 45 | -26  |
| 8    | FC Lugano               | 4   | 16 | 1  | 1 | 14 | 10 | 68 | -58  |

Légende
- Qualifié pour la  Ligue des champions féminine de l'UEFA 2020-2021
- 1er tour de qualification de la Ligue des champions
- Relégation en deuxième division

Abréviations
T : Tenant du titre

P : Promu